# Гусєв Михайло Ілліч
Миха́йло Іллі́ч Гу́сєв (нар. 30 листопада 1903, село Заларі Іркутської губернії, тепер Заларінського району Іркутської області, Російська Федерація — 31 січня 1979, місто Москва) — радянський державний діяч, 1-й секретар Кемеровського обласного комітету ВКП(б), голова Кемеровського облвиконкому. Член ЦК КПРС у 1952—1956 роках. Депутат Верховної ради РРФСР 3-го скликання. Депутат Верховної ради СРСР 4-го скликання.

## Життєпис
У травні — жовтні 1918 року — ремонтний робітник служби шляху станції Інокентіївська Томської залізниці. З жовтня 1918 по травень 1919 року навчався в реальному училищі. У травні — вересні 1919 року — ремонтний робітник Томської залізниці. З вересня 1919 по квітень 1920 року навчався в Іркутському реальному училищі.
У квітні — грудні 1920 року — учень, помічник слюсаря залізничного депо. З січня по травень 1921 року — слухач курсів з підготовки до вищого навчального закладу в місті Іркутську.
У травні — вересні 1921 року — ремонтний робітник служби шляху станції Інокентіївська Томської залізниці. У вересні 1921 — травні 1922 року — помічник слюсаря залізничного депо станції Інокентіївська Томської залізниці.
З травня 1922 по травень 1923 року навчався в політехнікумі міста Іркутська.
У травні — серпні 1923 року — робітник золотої копальні в Іркутську.
У вересні 1923 — січні 1930 року — студент Томського (Сибірського) технологічного інституту, гірничий інженер. У 1929—1930 роках — завідувач виробничого навчання Томського технологічного інституту.
У лютому 1930 — листопаді 1932 року — аспірант Сибірського гірничого інституту в місті Томську.
У листопаді 1932 — жовтні 1934 року — асистент Томського індустріального інституту.
У жовтні 1934 — серпні 1935 року — керуючий рудника Теміртау Горно-Шорського району Західно-Сибірського краю.
У серпні 1935 — вересні 1937 року — в.о. доцента Томського індустріального інституту.
У жовтні 1937 — 1941 року — завідувач навчальної частини Прокоп'євського гірничого технікуму Новосибірської області.
Член ВКП(б) з квітня 1939 року.
У 1941—1942 роках — завідувач вугільного відділу Прокоп'євського міського комітету ВКП(б) Новосибірської області.
У 1942—1943 роках — 2-й секретар Прокоп'євського міського комітету ВКП(б) Новосибірської області.
У серпні 1943 — березні 1947 року — 1-й секретар Прокоп'євського міського комітету ВКП(б) Кемеровської області.
У березні — 7 жовтня 1947 року — секретар Кемеровського обласного комітету ВКП(б) із кадрів.
7 жовтня 1947 — 25 жовтня 1950 року — 2-й секретар Кемеровського обласного комітету ВКП(б).
13 вересня 1950 — 27 жовтня 1952 року — голова виконавчого комітету Кемеровської обласної ради депутатів трудящих.
21 серпня 1952 — 22 грудня 1955 року — 1-й секретар Кемеровського обласного комітету ВКП(б) (КПРС).
У 1956—1957 роках — заступник міністра паливної промисловості РРФСР з питань нової техніки.
З 1957 року працював в Управлінні справами Ради міністрів РРФСР. З червня 1958 року — завідувач Територіальної групи по районах Уралу Управління справами Ради міністрів РРФСР.
Потім — персональний пенсіонер у місті Москві.
Помер 31 січня 1979 року в Москві. Похований на Кузьмінському цвинтарі.

## Нагороди
- два ордени Трудового Червоного Прапора (1943, 1953)
- медалі